# Dunbar Apartments
Construïts el 1926, els Dunbar Apartments són habitatges situats al districte de Central Harlem a New York. Prenen el nom en honor del famós poeta afroamericà Paul Laurence Dunbar.Van ser construïts per John D. Rockefeller Jr. qui desitjava facilitar pisos pels residents afroamericans. Els plànols van ser dibuixats per l'arquitecte Andrew J. Thomas. El complex d'habitatges comprèn sis edificis separats i 511 pisos que ocupen una illa urbana entre els carrers 149 i el 150.

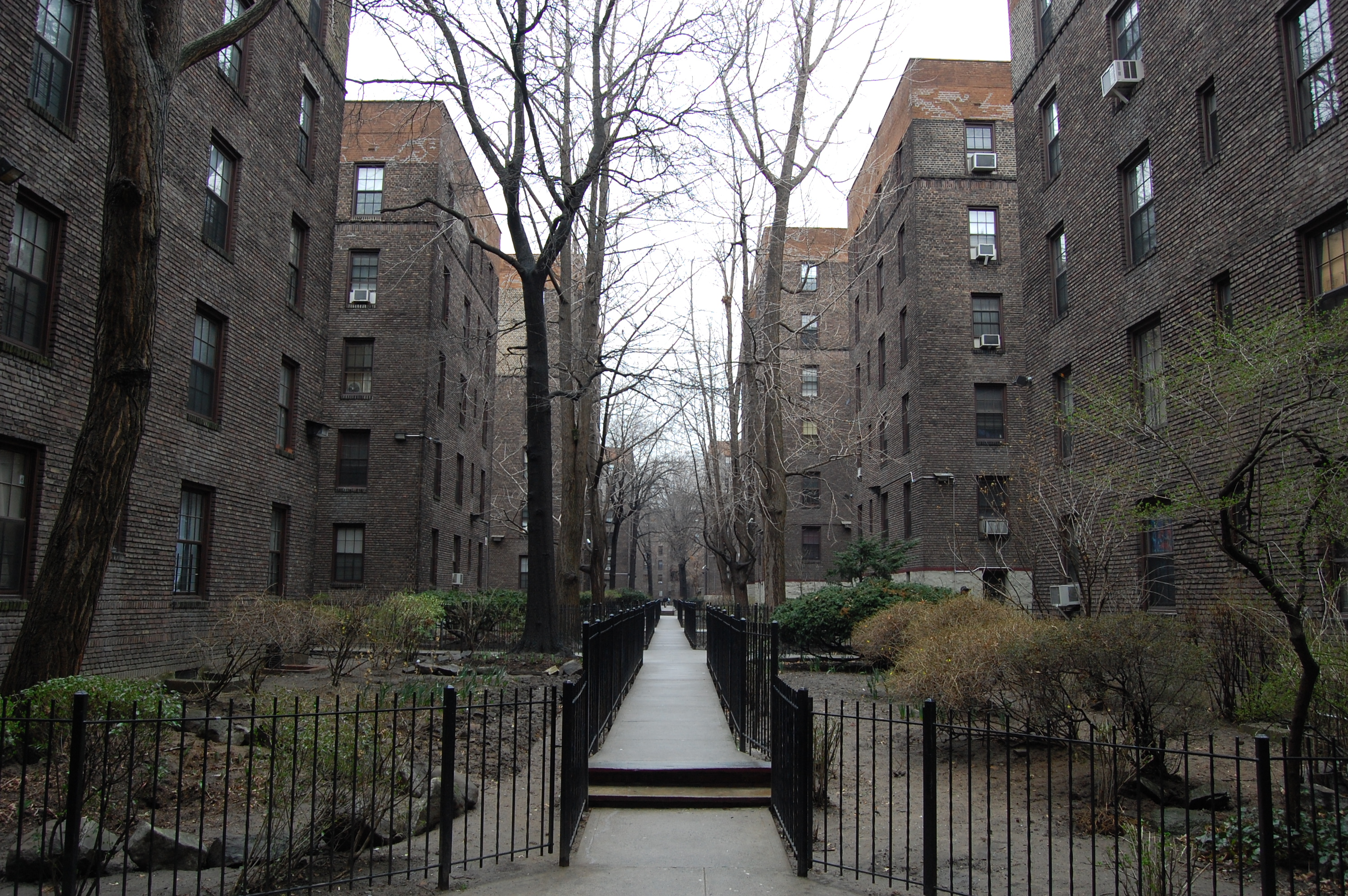
Jardins entre els edificis

Diverses personalitats famoses han viscut als Dunbar, com ara líders del moviment de Drets Civils com W. E. B. DuBois, Paul Robeson, i A. Philip Randolph, el ballarí de claqué Bill Robinson i l'explorador Matthew Henson.